# Caspar Dohmen

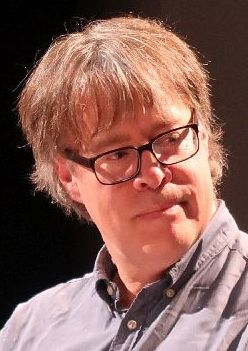
Caspar Dohmen, 2018

Caspar Dohmen (* 1967 in Köln) ist ein deutscher Wirtschaftsjournalist und Autor.

## Leben
Caspar Dohmen ist der Sohn des Journalisten Ludwig Dohmen und der Schauspielerin Hannelore Dohmen. Er wuchs in Bergisch Gladbach auf und studierte in Köln Wirtschaft und Politik. Während seines Studiums arbeitete er als freier Autor beim WDR. Nach seinem Volontariat bei der Rheinischen Post arbeitete er als Wirtschaftsredakteur beim Wiesbadener Kurier, als Finanzredakteur beim Handelsblatt und als Wirtschaftskorrespondent bei der Süddeutschen Zeitung. Er  veröffentlicht als Autor im Rundfunk, Verlagen und Fernsehen Reportagen, Radiofeatures, Kritiken, Dokumentarfilme und Sachbücher, vor allem zu Themen an der Schnittstelle von sozialer und wirtschaftlicher Entwicklung.
Dohmen ist Redaktionsleiter von ESG.Table, einem Fachnewsletter von Table.Media, sowie Mitglied des Berufsverbands freier Journalistinnen und Journalisten „Freischreiber“, des Netzwerks Weitblick und der Vereinigung Deutscher Wissenschaftler.

## Werke
- Let’s make Money. Orange Press, Freiburg i. Br., 2009, ISBN 978-3-936086-41-6 (zum gleichnamigen Film Let’s Make Money von Erwin Wagenhofer).
- Good Bank: Das Modell der GLS-Bank. Orange Press, Freiburg i. Br., 2011, ISBN 978-3-936086-54-6.
- Otto Moralverbraucher: Vom Sinn und Unsinn engagierten Konsumierens. Orell Füssli, Zürich, 2014, ISBN 978-3-280-05521-2.
- Finanzwirtschaft: Wie alles zusammenhängt. 1. Auflage, 2015. 2. Auflage: bpb Bundeszentrale für politische Bildung, Bonn, 2020, ISBN 978-3-8389-7207-7.
- Profitgier ohne Grenzen: Wenn Arbeit nichts mehr wert ist und Menschenrechte auf der Strecke bleiben Eichborn, Köln, 2016, ISBN 978-3-8479-0621-6.
- Das Prinzip Fair Trade: Vom Weltladen in den Supermarkt. Orange Press, Freiburg i. Br., ISBN 978-3-936086-83-6.
- Schattenwirtschaft: Die Macht der illegalen Märkte. Gemeinsam mit Matías Dewey, Nina Engwicht und Annette Hübschle. Wagenbach, Berlin, 2019, ISBN 978-3-8031-3690-9. 2. Auflage: Schriftenreihe der bpb; 10597. bpb Bundeszentrale für Politische Bildung, Bonn, 2020, ISBN 978-3-7425-0597-2.
- Lieferketten: Risiken globaler Arbeitsteilung für Mensch und Natur. Wagenbach, Berlin, 2021, ISBN 978-3-8031-3706-7.
- Wir in der Wirtschaft. Unsere Rollen und Handlungsmöglichkeiten. bpb Bundeszentrale für politische Bildung, Bonn, 2022, ISBN 978-3-8389-7229-9
- Die Rückkehr der Inflation: Die fetten Jahre sind vorbei. Dokumentarfilm, Regie Matthias Heeder, Autor Caspar Dohmen, Produktion Kickfilm, ZDF/Arte 2022

## Ausgewählte Features
- Fair handeln – aber wie! Regie: Rolf Mayer. WDR/DLF 2011.
- Einer für alle – alle für einen. Regie Rolf Mayer. WDR 2012.
- Zins und Zockerei ade. Regie Ulrich Lampen. SWR/ARD Radiofeature 2013.
- Vorfahrt für Investoren? Die geplante Freihandelszone zwischen EU und USA. SWR 2014.
- Käuferstreik. Vom Mythos der Verbrauchermacht. Regie: Rolf Mayer. WDR 2014.
- Moderne Kasandras. Regie: Iris Droegkamp. SWR 2014.
- Mythos Familienunternehmen. Regie: Susanne Krings. DRadio 2014.
- Leute machen Kleider – Streit um ein neues Textilsiegel. SWR 2014.
- Ändern Roboter die Spielregeln der Globalisierung? Regie Maria Ohmer. SWR2 Wissen. 2014.[2]
- Im Gegenwind – Der weltweite Kampf um Lohn und bessere Arbeitsbedingungen. Deutschlandfunk-Sendung „Das Feature“, 2015.[3] Das Feature wurde mit dem Willi-Bleicher-Preis 2016 ausgezeichnet.
- Tatort Textilfabrik. Ein Feature über die Klage pakistanischer Brandopfer gegen KiK. Redaktion Wolfram Wessels, Regie: Nikolai von Koslowski (SWR/ARD Radiofeature 2016)[4]
- Die zwei Gesichter der Telekom. Ein Feature über Arbeitsrechte in Deutschland und den USA. Redaktion Wolfram Wessels, Regie: Nikolai von Koslowski (SWR/ARD Radiofeature 2017)[5]
- Der Dinosaurier. Die Internationale Arbeitsorganisation. Redaktion Wolfram Wessels (SWR 2 2018)
- Wirken der Internationalen Arbeitsorganisation ILO.100 Jahre Kampf um gerechte Arbeit. Redaktion Martin Hartwig (DLF Kultur 2019)
- Blackrock. Der unscheinbare Finanzgigant, Redaktion Martin Hartwig. (DLF Kultur 2019)
- Operation Finanzwende – Bürgerbewegung trotzt Banken und Politik, Redaktion Wolfram Wessels, Regie: Andrea Leclerque (SWR  2 2020)[6]
- Globaler Süden: Reich an Schätzen, trotzdem arm. (mp3-Audio; 27 MB; 29:36 Minuten) In: Deutschlandfunk-Kultur-Sendung „Zeitfragen. Feature“. Redaktion: Martin Hartwig; Regie: Klaus Michael Klingsporn, 21. Juli 2020 (html).
- Gesetz gegen Ausbeutung, Redaktion: Wolfram Wessels, Regie: Günter Maurer (SWR 2 2020)[7]
- Soziale Frage 4.0 – Gut Arbeiten trotz digitalen Umbruchs (WDR 2020) Redaktion: Thomas Nachtigall und Johannes Nichelmann, Regie: Thomas Wolfertz[8]
- Unsere Kleidung – Stoff für Träume und Alpträume (vierteilige Featureserie in der Reihe Tiefenblick) Redaktion: Imke Wallefeld und Johannes Nichelmann, Regie: Nikolai von Koslowski (WDR 5 2021)[9]

## Auswahl weiterer Arbeiten
- Von kleinen Bauern und großen Händlern:Die Zukunft des Fair-Trade-Modells. In: Deutschlandfunk-Sendung „Hintergrund“. 13. März 2012.
- Vollgeld statt Buchgeld – Eine alte Idee taucht wieder auf. In: Deutschlandfunk-Sendung „Hintergrund“. 5. Januar 2013.
- Im Takt der Nadel. Reportage über Arbeitsbedingungen in El Salvador. (pdf; 298 kB) In: Süddeutsche Zeitung. 14. März 2015 (wiedergegeben auf ci-romero.de).
- Münzen und Scheine in der Kritik – Ökonomen: Bargeld abschaffen! In: Deutschlandfunk-Sendung „Hintergrund“. 26. Oktober 2015.
- Report – Gestrandet. In: Süddeutsche Zeitung. 4. September 2015 (Reportage über Schiffsabwracker in Pakistan).
- Eine Sisiyphosaufgabe – Aktionsplan Wirtschaft und Menschenrechte. In: Deutschlandfunk-Sendung „Hintergrund“. 26. Februar 2016.
- Bündnis für nachhaltige Textilien – Freiwillige Standards reichen nicht aus. (mp3-Audio; 17,2 MB; 18:50 Minuten) In: Deutschlandfunk-Sendung „Hintergrund“. 23. April 2019 (html).
- Gewerkschaften und die EU. Abgekühlte Euphorie. (mp3-Audio; 17,2 MB; 18:51 Minuten) In: Deutschlandfunk-Sendung „Hintergrund“. 21. Mai 2019 (html).
- Kryptowährungen: „Libra“ mischt die Welt des Geldes auf. (mp3-Audio; 17,2 MB; 18:49 Minuten) In: Deutschlandfunk-Sendung „Hintergrund“. 16. September 2019 (html).